# Ri Myong-guk
Ri Myong-Guk (Pyongyang, 9 de setembro de 1986) é um futebolista norte-coreano, que atua como goleiro.

## Carreira
Desde 2006, Ri, que atua como goleiro, defende as cores do Pyongyang City.

## Seleção
Ri, que estreou na Seleção Norte-Coreana em 2007, atuou em quinze partidas dos Chollima durante a caminhada para a classificação para a Copa de 2010, incluindo a partida decisiva contra a Arábia Sudita, que selou o destino norte-coreano. Seu desempenho valeu a nomeação para ser o Futebolista Asiático do Ano.
Ele representou a Seleção Norte-Coreana de Futebol na Copa da Ásia de 2015, como capitão da equipe.